# Рязанова Раїса Іванівна
Рязанова Раїса Іванівна (рос. Рязанова Раиса Ивановна; нар. 31 жовтня 1944, Петропавловськ, КРСР) — радянська і російська акторка театру і кіно. Народна артистка Росії (2005), лауреат Державної премії СРСР (1981). Найбільш відома за роллю Антоніни у кінофільмі «Москва сльозам не вірить».

## Біографічні відомості
Народилась 31 жовтня 1944 року в Казахстані. У 1969 році закінчила Державний інститут театрального мистецтва імені Анатолія Луначарського.
З 1979 року — акторка кіностудії ім. Максима Горького.
У 1981 році отримала Державну премію СРСР за роль Антоніни у кінофільмі «Москва сльозам не вірить».
У часи перебудови в кіно не з'являлася, а тільки іноді в епізодичних сценах, які прибутку не приносили. 
В останні роки активно з'являється в телесеріалах: «Не народися вродливою» та ін.
У 1993 році отримала почесне звання заслуженої артистки Росії, а у 2005 — народної артистки.
Нині працює в театрі Олега Табакова.
Має сина Данила.